# مامادو كوياتي
مامادو كوياتي (بالفرنسية: Mamadou Kouyaté)‏ هو لاعب كرة قدم مالي في مركز الوسط، ولد في 13 سبتمبر 1997 في مالي. لعب مع نادي إسكلستونا.

## وصلات خارجية
- مامادو كوياتي على موقع اتحاد السويد (السويدية)
- مامادو كوياتي على موقع قاعدة بيانات كرة القدم.إي يو (الإنجليزية)
- مامادو كوياتي على موقع Soccerway.com (الإنجليزية)